# Ormosia amazonica
Ormosia amazonica är en ärtväxtart som beskrevs av Adolpho Ducke. Ormosia amazonica ingår i släktet Ormosia och familjen ärtväxter. Inga underarter finns listade i Catalogue of Life.